# 케이트 레싱
케이트 레싱(Kate Lesing, 1972년 ~ )은 폴란드의 출신의 싱어송라이터이자 작곡가이다. 케이트는 폴란드어 데뷔 앨범인 빅블루(Wielki błękit)1995년 카시아 레싱(Kasia Lesing)이란 이름으로 활동 을 하였으며, 케이트 레싱(Kate Lesing)이란 이름으로도 다른 그룹들의 곡을 보컬을 맡기도 하였다.

## 앨범
- 빅블루(Wielki błękit←폴란드어)(1995)

## 곡
- It's a dream
- don't say anything
- Aura
- wried wave
- Neverland
- I Miss You
- Rivers of Avalon
- Time 4 Dance
- East Clubbers - More More More(보컬)